# Via Flavia
Виа Флавия (на латински: Via Flavia) е древен римски път в провинция Регион X Венетия и Истрия (Regio X Venetia et Histria), започващ от Триест (древен Тергесте, Tergeste) през Пула (Colonia Pietas Iulia Pola) в Хърватия, Тарсатика Романа (Риека), Тарсата Либурна (Трсат) по брега на Истрия и свършва до Далмация. Построен е от по времето на управлението на император Веспасиан през 78/79 г.
В Пула пътят мина през Триумфалната Арка на Сергиите, паметник, построен през 29-27 пр.н.е. с частни средства от Салвия Постума Сергия за нейните три братя от фамилията Сергии след битката при Акциум през 31 пр.н.е.
Колата Lancia Flavia (1960–1970) е наречена на Via Flavia.